# Filtr grzebieniowy
Filtr grzebieniowy – jeden z podstawowych rodzajów filtrów stosowanych w przetwarzaniu sygnału. Jego działanie polega na dodawaniu sygnału do jego opóźnionej wersji, co powoduje wzmacnianie, bądź wygaszanie poszczególnych składowych częstotliwościowych poprzez zjawisko interferencji. W charakterystyce częstotliwościowej filtra grzebieniowego występują regularnie powtarzające się minima (ang. notch) nadające jej wygląd „grzebienia”.

## Zastosowania
Spośród licznych zastosowań filtrów grzebieniowych wymienić można:
- Kaskadowe filtry całkująco-grzebieniowe (ang. cascaded integrator-comb filters, CIC), szeroko stosowane do zapobiegania aliasingowi w operacjach interpolacji i decymacji, zmieniających częstotliwość próbkowania w systemach czasu dyskretnego.
- Filtry grzebieniowe 2D i 3D implementowane sprzętowo (rzadziej programowo) w dekoderach systemu PAL i NTSC. Ich zadaniem jest redukcja artefaktów typu „dot crawl”.
- Efekty dźwiękowe, takie jak np. echo czy flanger oraz falowodowa synteza dźwięku. Przykładowo, dla opóźnienia rzędu kilku milisekund, filtr grzebieniowy może być użyty do modelowania efektu akustycznej fali stojącej w cylindrycznej komorze rezonansowej bądź w drgającej strunie.
- W astronomii, tzw. „astro-comb” może potencjalnie zwiększyć precyzję istniejących spektrografów niemal stukrotnie.

W akustyce, filtracja grzebieniowa występuje niekiedy samorzutnie (i zwykle jest niepożądana). Przykładowo, jeśli dwa głośniki odtwarzają ten sam sygnał w różnej odległości od słuchacza, wystąpi efekt filtracji grzebieniowej. Ponadto, w każdej zamkniętej przestrzeni, słuchacz odbiera mieszaninę dźwięków bezpośrednich i odbitych od ścian, podłogi, sufitu, mebli i innych przedmiotów. Ponieważ dźwięk odbity przebywa dłuższą drogę do słuchacza, stanowi tym samym opóźnioną wersję dźwięku bezpośredniego, co również powoduje wystąpienie efektu filtracji grzebieniowej.

## Szczegóły techniczne
Filtry grzebieniowe występują w dwóch podstawowych postaciach: bez sprzężenia zwrotnego i ze sprzężeniem zwrotnym i mogą być implementowane jako filtry cyfrowe bądź analogowe. Zostanie tu szczegółowo omówiony przypadek cyfrowy (przypadek analogowy opisuje się podobnie).

### Filtr grzebieniowy bez sprzężenia zwrotnego

Schemat blokowy cyfrowego filtru grzebieniowego bez sprzężenia zwrotnego (blok oznacza opóźnienie sygnału o próbek)

Ogólna struktura filtru tego typu przedstawiona jest na powyższym schemacie, a jego odpowiedź określa równanie różnicowe:
{\displaystyle y(n)=x(n)+\alpha x(n-k),}
gdzie {\displaystyle \textstyle k} jest opóźnieniem (mierzonym liczbą próbek), zaś {\displaystyle \textstyle \alpha } jest współczynnikiem skalującym określającym stopień wzmocnienia/wygaszenia sygnału opóźnionego.
Stosując transformację {\displaystyle \textstyle z} do obu stron tego równania otrzymuje się:
{\displaystyle Y(z)=X(z)\left(1+\alpha z^{-k}\right),}
skąd oblicza się transmitancję:
{\displaystyle H(z)={\frac {Y(z)}{X(z)}}=1+\alpha z^{-k}={\frac {z^{k}+\alpha }{z^{k}}}.}

#### Charakterystyka częstotliwościowa

Przykładowe charakterystyki częstotliwościowe filtru grzebieniowego ze sprzężeniem zwrotnym dla i dodatnich wartości parametru

Charakterystykę częstotliwościową układu dyskretnego otrzymuje się rozważając jego funkcję transmitancji dla argumentów leżących na okręgu jednostkowym w dziedzinie {\displaystyle \textstyle z,} tj. dla {\displaystyle \textstyle z=e^{j\omega }.} A zatem, dla tego filtru grzebieniowego bez sprzężenia zwrotnego otrzymuje się:
{\displaystyle H(e^{j\omega })=1+\alpha e^{-j\omega k}.}
Stosując wzór Eulera otrzymuje się równoważnie:
{\displaystyle H(e^{j\omega })=1+\alpha \cos {\omega k}-j\alpha \sin {\omega k}.}
Obliczając moduł powyższego wyrażenia otrzymuje się charakterystykę amplitudową filtru:
{\displaystyle |H(e^{j\omega })|={\sqrt {\left(\Re \{{H(e^{j\omega })}\}\right)^{2}+\left(\Im \{{H(e^{j\omega })}\}\right)^{2}}}={\sqrt {\left(1+\alpha \cos {\omega k}\right)^{2}+\left(\alpha \sin {\omega k}\right)^{2}}},}
skąd ostatecznie:
{\displaystyle |H(e^{j\omega })|={\sqrt {1+\alpha ^{2}+2\alpha \cos {\omega k}}}.}
Zauważając, że składnik {\displaystyle \textstyle (1+\alpha ^{2})} jest stały, podczas gdy {\displaystyle \textstyle 2\alpha \cos {\omega k}} zmienia się okresowo wraz ze zmianą {\displaystyle \textstyle \omega .} A zatem odpowiedź amplitudowa filtru grzebieniowego jest okresowa, z okresem {\displaystyle \textstyle {\frac {2\pi }{k}}.}

#### Przykłady
Na poniższym rysunku przedstawiono charakterystykę amplitudową filtru grzebieniowego dla {\displaystyle \textstyle k=2} i kilku wybranych wartości {\displaystyle \textstyle \alpha >0.} Jednostką osi odciętych jest znormalizowana częstotliwość (a zatem wartości {\displaystyle \textstyle 2\pi } odpowiada częstotliwość próbkowania sygnału dyskretnego, a wartości {\displaystyle \textstyle \pi } – częstotliwość Nyquista).

Przykładowe charakterystyki częstotliwościowe filtru grzebieniowego bez sprzężenia zwrotnego dla i dodatnich wartości parametru

Zauważając, że dla powyższego przykładu ({\displaystyle \textstyle k=2,} {\displaystyle \textstyle \alpha >0}) pierwsze minimum charakterystyki filtru występuje w punkcie {\displaystyle \textstyle {\frac {\pi }{2}},} co odpowiada sygnałowi o okresie czterech próbek (tzn. o częstotliwości {\displaystyle \textstyle 4\times } mniejszej niż częstotliwość próbkowania). Istotnie, jeśli uwzględni się fakt, że opóźnienie o {\displaystyle \textstyle k=2} próbki oznacza dla tego sygnału po prostu odwrócenie fazy, to łatwo zauważyć, iż po zsumowaniu z sygnałem oryginalnym otrzyma się sygnał zerowy (dla {\displaystyle \textstyle \alpha =1}). Dla {\displaystyle \textstyle 0<\alpha <1} uzyskane wygaszenie sygnału będzie częściowe.
Dla sygnału o maksymalnej częstotliwości (połowa częstotliwości próbkowania, i.e. dwie próbki na okres) jego opóźnienie o {\displaystyle \textstyle k=2} próbki daje sygnał oryginalny, a zatem dla {\displaystyle \textstyle \alpha =1} na wyjściu sumatora otrzyma się sygnał o dwukrotnie większej amplitudzie. Odpowiada to widocznemu maksimum charakterystyki dla {\displaystyle \textstyle \omega =\pi .}
Na kolejnym rysunku zaprezentowano przypadek gdy {\displaystyle \textstyle \alpha <0.}

Przykładowe charakterystyki częstotliwościowe filtru grzebieniowego bez sprzężenia zwrotnego dla i ujemnych wartości parametru

Zauważając, że minima charakterystyki odpowiadają maksimom z rysunku (dla {\displaystyle \textstyle \alpha >0}) i vice versa. Dla {\displaystyle \textstyle \alpha >0} minima występują dla częstotliwości:
{\displaystyle f={\frac {f_{s}}{2k}},{\frac {3f_{s}}{2k}},{\frac {5f_{s}}{2k}},\dots }
gdzie {\displaystyle \textstyle f_{s}} to częstotliwość próbkowania sygnału.
Zauważając też, że wartości w minimach i maksimach charakterystyki amplitudowej są równoodległe od jedności, a w przypadku gdy {\displaystyle \textstyle \alpha =\pm 1} minima osiągają wartość zero.

#### Odpowiedź impulsowa
Filtr grzebieniowy bez sprzężenia zwrotnego jest jednym z najprostszych filtrów o skończonej odpowiedzi impulsowej. Jego odpowiedź impulsowa składa się po prostu z wyjściowego impulsu powtórzonego po {\displaystyle \textstyle k} próbkach.

#### Bieguny i zera transmitancji
Rozważając licznik i mianownik funkcji transmitancji filtru grzebieniowego bez sprzężenia zwrotnego:
{\displaystyle H(z)={\frac {z^{k}+\alpha }{z^{k}}}.}
należy zauważyć, że mianownik ma miejsce zerowe (biegun transmitancji) dla {\displaystyle \textstyle z=0,} zaś miejsca zerowe licznika (zera transmitancji) występują dla takich {\displaystyle \textstyle z,} dla których {\displaystyle \textstyle z^{k}=-\alpha .} Ich liczba wynosi dokładnie {\displaystyle \textstyle k,} jak widać na rysunkach poniżej, a ich położenia pokrywają się z minimami charakterystyki częstotliwościowej. Zauważając, że dla {\displaystyle \textstyle \alpha =-1} zera transmitancji odpowiadają zespolonym pierwiastkom {\displaystyle \textstyle k}-tego stopnia z jedności.

Bieguny i zera transmitancji filtra grzebieniowego bez sprzężenia zwrotnego, dla {\displaystyle k=8} i {\displaystyle \alpha =0.5}
Bieguny i zera transmitancji filtra grzebieniowego bez sprzężenia zwrotnego, dla {\displaystyle k=8} i {\displaystyle \alpha =-0.5}

### Filtr grzebieniowy ze sprzężeniem zwrotnym

Schemat blokowy cyfrowego filtru grzebieniowego ze sprzężeniem zwrotnym (blok oznacza opóźnienie sygnału o próbek)

Ten wariant filtru grzebieniowego charakteryzuje następujące równanie różnicowe:
{\displaystyle y(n)=x(n)+\alpha y(n-k),}
Przekształcając to równanie tak, aby mieć wszystkie składniki zależne od sygnału wyjściowego {\displaystyle \textstyle y} po lewej stronie i stosując transformację {\displaystyle \textstyle z} do obu stron otrzymuje się:
{\displaystyle \left(1-\alpha z^{-k}\right)Y(z)=X(z),}
skąd oblicza się transmitancję:
{\displaystyle H(z)={\frac {Y(z)}{X(z)}}={\frac {1}{1-\alpha z^{-k}}}={\frac {z^{k}}{z^{k}-\alpha }}.}

#### Charakterystyka częstotliwościowa
Podstawiając {\displaystyle \textstyle z=e^{j\omega }} we wzorze na transmitancję otrzymuje się charakterystykę częstotliwościową filtru ze sprzężeniem zwrotnym:
{\displaystyle H(e^{j\omega })={\frac {1}{1-\alpha e^{-j\omega k}}}.}
Analogicznie jak dla wersji bez sprzężenia zwrotnego, pamiętając że moduł odwrotności liczby zespolonej, to odwrotność modułu, otrzymuje się charakterystykę amplitudową:
{\displaystyle |H(e^{j\omega })|={\frac {1}{\sqrt {1+\alpha ^{2}-2\alpha \cos {\omega k}}}}.}
Jest ona okresowa, podobnie jak w przypadku bez sprzężenia zwrotnego i podobnie jak tam maksima dla dodatnich wartości {\displaystyle \textstyle \alpha } odpowiadają minimom dla ujemnych {\displaystyle \textstyle \alpha } i vice versa. Dla {\displaystyle \textstyle \alpha >0} maksima występują dla częstotliwości:
{\displaystyle f=0,{\frac {f_{s}}{k}},{\frac {2f_{s}}{k}},{\frac {3f_{s}}{k}},\dots }
gdzie {\displaystyle \textstyle f_{s}} to częstotliwość próbkowania sygnału.

Przykładowe charakterystyki częstotliwościowe filtru grzebieniowego ze sprzężeniem zwrotnym dla i ujemnych wartości parametru

W przeciwieństwie do filtru bez sprzężenia zwrotnego, wartości w minimach i maksimach charakterystyki amplitudowej nie są tu równoodległe od jedności (maksima przyjmują wartość {\displaystyle \textstyle {\frac {1}{1-\alpha }}}). Zauważając też, że sprzężenie zwrotne powoduje, że filtr jest stabilny tylko dla {\displaystyle \textstyle |\alpha |<1,} a wraz ze wzrostem wartości {\displaystyle \textstyle |\alpha |,} od 0 do 1, amplituda maksimów gwałtownie rośnie.

#### Odpowiedź impulsowa
Filtr grzebieniowy ze sprzężeniem zwrotnym to prosty filtr o nieskończonej odpowiedzi impulsowej. Jeżeli jest stabilny, jego odpowiedź impulsowa składa się z ciągu powtarzających się impulsów o amplitudzie stopniowo malejącej wraz z czasem.

#### Bieguny i zera transmitancji
Z uwagi na postać wielomianu w mianowniku funkcji transmitancji:
{\displaystyle H(z)={\frac {Y(z)}{X(z)}}={\frac {1}{1-\alpha z^{-k}}}={\frac {z^{k}}{z^{k}-\alpha }}.}
należy zauważyć, że jego miejsca zerowe (bieguny transmitancji) występują dla takich {\displaystyle \textstyle z,} dla których {\displaystyle \textstyle z^{k}=\alpha .} Ich liczba wynosi dokładnie {\displaystyle \textstyle k,} jak widać na rysunkach poniżej, a ich położenia pokrywają się z maksimami charakterystyki częstotliwościowej. Dla {\displaystyle \textstyle |\alpha |<1} bieguny transmitancji znajdują się wewnątrz okręgu jednostkowego na płaszczyźnie zespolonej, a zatem filtr jest stabilny. Licznik transmitancji przyjmuje wartość 0, gdy {\displaystyle \textstyle z^{k}=0,} co daje {\displaystyle \textstyle k} zer funkcji transmitancji w punkcie {\displaystyle \textstyle z=0.}

Bieguny i zera transmitancji filtra grzebieniowego ze sprzężeniem zwrotnym, dla {\displaystyle k=8} i {\displaystyle \alpha =0.5}
Bieguny i zera transmitancji filtra grzebieniowego ze sprzężeniem zwrotnym, dla {\displaystyle k=8} i {\displaystyle \alpha =-0.5}

### Analogowe filtry grzebieniowe
Filtr grzebieniowy może być również zdefiniowany jako układ z czasem ciągłym. Filtr bez sprzężenia zwrotnego opisuje się następująco:
{\displaystyle y(t)=x(t)+\alpha x(t-\tau ),}
gdzie opóźnienie {\displaystyle \textstyle \tau } wyrażone jest w sekundach (a nie w liczbie próbek, jak w przypadku dyskretnym). Transmitancja tego filtru:
{\displaystyle H(s)=1+\alpha e^{-s\tau },}
charakteryzuje się występowaniem nieskończonej liczby zer wzdłuż osi {\displaystyle \textstyle j\omega .} Filtr ze sprzężeniem zwrotnym:
{\displaystyle y(t)=x(t)+\alpha y(t-\tau ),}
posiada funkcję transmitancji w postaci:
{\displaystyle H(s)={\frac {1}{1-\alpha e^{-s\tau }}},}
charakteryzującą się występowaniem nieskończonej liczby biegunów wzdłuż osi {\displaystyle \textstyle j\omega .}